# Edu Ardanuy
Eduardo Ardanuy (São Paulo, 20 de junho de 1967) é um guitarrista brasileiro, conhecido por seus trabalhos com as bandas A Chave do Sol, Anjos da Noite, Dr. Sin, e com as bandas dos cantores Supla, e Eduardo Araújo.
Atualmente segue carreira solo, na banda Sinistra e atua também em projetos paralelos (como o Tritone).
Um dos grandes marcos de sua carreira foi ter tocado com Steve Vai em um show no Rio de Janeiro, sendo convidado pelo próprio devido a amizade feita com o guitarrista em um show de abertura.[carece de fontes?]
Lançou seu primeiro CD solo, intitulado "Electric Nightmare", em 2008 e ministra aulas e workshops pelo Brasil.
Em 1998, foi eleito por especialistas da revista Guitar Player Brasil como um dos 10 melhores guitarristas do país. Também foi eleito pelos leitores da Revista Cover Guitarra como o melhor guitarrista do país nos últimos 10 anos. Foi incluído na lista 30 maiores ícones brasileiros da guitarra e do violão (Categoria: Heróis Virtuosos) da revista Rolling Stone Brasil, em 2012.

## Carreira
A carreira de Edu começou com a banda The Key, em 1988, onde gravou seu álbum de estreia.[carece de fontes?]
Depois na banda Anjos da Noite, em 1989, junto ao seu irmão Átila Ardanuy, teve seu 1º contrato com uma gravadora multinacional (BMG) gravando o álbum intitulado "Anjos da Noite".
Com os irmãos Andria e Ivan Busic gravou um CD com cantor Supla e este com certeza foi o embrião do Dr. Sin. Com o mesmo trio gravou seu 1º projeto solo instrumental, em 1990, que acabou não sendo lançado por problemas contratuais. O trio também gravou com o cantor Eduardo Araújo um disco de country rock com o ilustre convidado Edgar Winter.
Outro projeto foi o Tritone, um trio de guitarras instrumental ao lado de dois grandes guitarristas brasileiros Frank Solari e Sérgio Buss, onde gravaram o álbum "Just for fun (and maybe same maney)".
Com seu irmão Marcus Ardanuy, Gustavo Filipovich e Marcus Bavine, formaram a banda Tork, lançando o 1º trabalho em 2008. No mesmo ano Edu resolveu resgatar a ideia de um trabalho solo instrumental, e com a ajuda do produtor Thiago Bianchi, e os músicos Marcell Cardoso (bateria), Duda Lima (baixo) e Fabrizio Di Sarno (teclados) gravou seu aguardado álbum solo chamado "Electric Nightmare", lançado em 2009.
Em meados de 1991, junto aos irmãos Busic formou a banda Dr. Sin, da qual fez parte até a pausa da banda, em 2016. Com o Dr. Sin Edu participou de grandes festivais como Hollywood Rock, Monster of Rock, M 2000 Sumer Concert, Skol Rock, Live’n’Louder e Rock in Rio.[carece de fontes?] Com mais de 20 anos de estrada participando de grandes festivais e shows internacionais, o Dr. Sin teve oportunidade de tocar ao lado de grandes nomes do cenário do rock mundial como: AC/DC, Pantera, Black Sabbath, Kiss, Mr. Big, Nirvana, Dream Theater, Scorpions, Dio, Steve Vai, Joe Satriani, Yngwie Malmsteen, Metallica, entre outros.
Com o fim do Dr. Sin, em março de 2016, Edu Ardanuy começou a compor e procurou Nando Fernandes para colocar voz nestas composições. Daí, surgiu a ideia de montar uma nova banda, que foi chamada de Sinistra.[carece de fontes?]
Em 2017 iniciou uma nova modalidade na sua jornada como professor de música. Após dar aulas presenciais por mais de 30 anos, Ardanuy lançou cursos de ensino de guitarra online por meio de seu site, somando alunos do Brasil e exterior com foco em Improvisação, Técnica e tudo referente ao desenvolvimento musical online.
Em abril 2022, lançou uma campanha online para o lançamento do seu segundo álbum solo, chamado "Wild".
Em dezembro do mesmo ano lançou o CD de estreia da banda, o homônimo "Sinistra".
Desde então a Sinistra tem apresentado seu repertório para grandes plateias, participado de grandes festivais e frequentes aparições em programas de rádio.

## Prêmios e Honrarias
| Ano  | Publicação                   | Prêmio/Categoria                                      | Resultado | Ref.   |
| ---- | ---------------------------- | ----------------------------------------------------- | --------- | ------ |
| 1998 | Guitar Player Brasi          | 10 melhores guitarristas do país                      | Incluído  | [ 9 ]  |
| 2009 | Site HeavyMetal Brasil       | 30 melhores guitarristas do Brasil                    | Incluído  | [ 13 ] |
| 2012 | Revista Rolling Stone Brasil | 30 maiores ícones brasileiros da guitarra e do violão | Incluído  | [ 10 ] |

## Discografia

### Solo
- 2008 - Electric Nightmare
- 2022 - Wild

Info sobre o álbum Electric Nightmare
| Ano  | Título             | Faixas | Gravadora    | Créditos musicais |
| ---- | ------------------ | --- | ------------ | --- |
| 2008 | Electric Nightmare | 1. Rock Will Never Die - 5:56 2. Alien Voice - 5:29 3. Mad Dog - 3:45 4. Jully-Boogie - 4:25 5. Dixie - 4:49 6. Fire In The Sky - 3:28 7. Body And Soul (Ft. Rodrigo Simão [teclados]) - 6:45 8. Electric Nightmare - 4:11 9. Dirty - 3:58 10. The Secret (Ft. – Zuzo Moussawer [baixo]) - 4:49 11. Vertigo (Ft. – Felipe Andreoli [baixo]) - 4:25 12. In The Mood (Ft. Andria Busic [baixo], Ivan Busic [bateria] e Andre Busic [trompete]) - 5:35 13.Power Of Music - 4:45 | Independente | - Edu Ardanuy - Guitarra elétrica, violão - Duda Lima - baixo - Marcell Cardoso - baterias - Fabrizio Di Sarno - teclados |
| 2022 | WILD               | 1. Big Shuffle (Vini Morales - teclados) 2. Relax and Enjoy (Tiago Mineiro - teclados) 3. New Horizon 4. Wild (Edu Ardanuy - teclados) 5. Deep Blue (André Youssef - teclados) 6. Grooveland (Saulo Martins - teclados) 7. Checkmate (Andre William - teclados) 8. Funkadelik (Andre William - teclados) 9. Space Cowboy (Saulo Martins - teclados) 10. Gratitti (Tiago Mineiro - teclados)                                                                                  | Independente | - Edu Ardanuy - Guitarra - Glécio Nascimento (baixo) - Manny Monteiro (produção e bateria)                                |

### Com a Chave do Sol
- A New Revolution (1989)

### Com oAnjos da Noite
- Anjos da Noite (1990)

### Com o Supla
- Encoleirado (1991)

### Com o Dr. Sin

#### Álbuns de estúdio
- Dr. Sin (1993)
- Brutal (1995)
- Insinity (1997)
- Dr. Sin II(2000)
- Listen to the Doctors (2005)
- Bravo (2007)
- Original Sin (2009)
- Animal (2011)
- Intactus (2015)

#### EPs
- Live in Brazil - ao vivo (1999)

#### Álbuns ao vivo
- Alive (1999)
- Dez Anos ao Vivo (2003)

### Sinistra
- Sinistra (2023)

### Com oTritone
- Just For Fun (And Maybe Some More Money...) (1998)

### Com  a Banda Taffo
- Nagual (2018)

## Videografia
- Dez Anos ao Vivo (2003)